# Производство на електрически съоръжения
Производството на електрически съоръжения е един от 34-те подотрасъла на преработващата промишленост в Статистическата класификация на икономическите дейности за Европейската общност.
Секторът обхваща производството на широк кръг електрически устройства – от електромотори и трансформатори през батерии и кабели до лампи и битови електроуреди. Първоначално той е част от машиностроенето, но в средата на XX век се обособява като самостоятелен отрасъл, а с нарастването на специализацията през следващите десетилетия от него се отделя секторът на електронната промишленост – производствата на устройства, базирани на микроелектронни елементи.
В България около 2019 година секторът произвежда продукция за 3,6 милиарда лева, а броят на заетите е около 25 хиляди. Към 2017 година най-големите предприятия са „Либхер – Хаусгерете Марица“ (в Радиново, Пловдивско), „АББ България“ (с производствени бази в Пловдив, Раковски и Петрич) и „Монбат“ (Монтана).